# صدد
صدد بلدة سورية وناحية إدارية في محافظة حمص.

## معنى كلمة صدد
صدد اسم سامي ربما معناه (جانب الجبل) وهو موقع يقال أنه كان برجا على الحدود الشمالية لكنعان في سوريا (عدد 8:34 وحزقيال 47:15)
قال عنها ابن الأثير أنها قرية في طرف البرية عند حمص (المرجع، زبدة الحلب في تاريخ خلب ج1 صفحة 157 ط دمشق 1968)

## الموقع الجغرافي
بلدة (أو ناحية) صدد تقع على خط المطر في سوريا ما بين دمشق جنوبا حمص شمالا. يحدها من الغرب بلدة حسياء(18 كلم)، ومن الشرق مهين (17كلم)، ومن الشمال بلدة النعامية(14كلم) ومن الجنوب بلدة الحفر (7كلم).
جغرافيا تقع صدد على خط الطول 36.56 شرقا، وعلى خط العرض 34.18 شمالا.

## تاريخ صدد
يعود تاريخ صدد إلى الألف الثاني قبل الميلاد. كما جاء ذكرها في سفرين من أسفار الكتاب المقدس العهد القديم، ولها أهمية تاريخية كبيرة ويوجد فيها العديد من الاوابد الأثرية

## عدد السكان
يسكن في صدد حوالي ثمانية ألاف نسمة ، يأمها في الصيف أكثر من خمس عشر ألف زائر،
يعتبر سكان صدد من الآراميون والسريان  يحيون ليالي صدد في الحفلات والمناسبات والسهرات طوال أشهر الصيف المتميزة في صدد.

## التعليم في صدد
يعود التعليم المدرسي المنهجي في صدد إلى أوائل القرن العشرين، حيث تشتهر القرية بكثرة المتعلمين وينحدر منها الكثير من الأطباء والمهندسين والمعلمين والمحامين والقضاة وأصحاب شهادة البروفسور مثل العالم والقس رياض جرجور، وهيثم الخليل الطبيب الجراح في جامعة روا الفرنسية. و أطباء مرجعيين على مستوى الشرق الأوسط أمثال جرجس عوض الأخصائي في معالجة القدم السكرية. كما تضمّ البلدة عدّة كنائس تُدير برامج لتعليم اللغة السريانية مجانًا.[بحاجة لمصدر]

## الهجرة من صدد
من بلدة صدد العريقة التاريخية بكل مقوماتها وأصالتها وتاريخها، خرج مثقفون بكل درجاتهم وتخصصاتهم ومنهم من استقر في المدن الكبرى هاجر ومنهم من أسسوا قرى جديدة وحارات داخل المدن الكبرى، ومن القرى التي انبثقت عن صدد:
1. الحفر (محافظة حمص)
2. الفحيلة (محافظة حمص)
3. فيروزة(محافظة حمص)
4. زيدل(محافظة حمص)
5. المشرفة(محافظة حمص)
6. مسكنة(محافظة حمص)